# Xuancheng
Xuancheng (cinese: 宣城; pinyin: Xuānchéng) è una città con status di prefettura della provincia di Anhui, in Cina.
Il 1º dicembre 1937 all'inizio della seconda guerra sino-giapponese qui fu ucciso il generale cinese Rao Guohua.

## Geografia antropica

### Suddivisioni amministrative
La prefettura di Xuancheng è a sua volta divisa in 1 distretto, 1 città e 5 contee.
- Distretto di Xuanzhou District (宣州区)
- Ningguo (宁国市)
- Contea di Langxi (郎溪县)
- Contea di Guangde (广德县)
- Contea di Jing County (泾县)
- Contea di Jixi (绩溪县)
- Contea di Jingde (旌德县)